# یواس‌اس سونوما (ای‌تی-۱۲)
یواس‌اس سونوما (ای‌تی-۱۲) (به انگلیسی: USS Sonoma (AT-12)) یک کشتی بود که طول آن ۱۷۵ فوت (۵۳ متر) بود. این کشتی در سال ۱۹۱۲ ساخته شد.